# Shannon (Carolina del Nord)
Shannon és una concentració de població designada pel cens dels Estats Units a l'estat de Carolina del Nord. Segons el cens del 2000 tenia 197 habitants.

## Demografia
Segons el cens del 2000, Shannon tenia 197 habitants, 78 habitatges i 51 famílies. La densitat de població era de 74,6 habitants per km².
Dels 78 habitatges en un 21,8% hi vivien nens de menys de 18 anys, en un 44,9% hi vivien parelles casades, en un 17,9% dones solteres, i en un 34,6% no eren unitats familiars. En el 29,5% dels habitatges hi vivien persones soles el 9% de les quals corresponia a persones de 65 anys o més que vivien soles. El nombre mitjà de persones vivint en cada habitatge era de 2,53 i el nombre mitjà de persones que vivien en cada família era de 3,08.
Per edats la població es repartia de la següent manera: un 19,8% tenia menys de 18 anys, un 16,8% entre 18 i 24, un 25,4% entre 25 i 44, un 22,8% de 45 a 60 i un 15,2% 65 anys o més.
L'edat mediana era de 34 anys. Per cada 100 dones de 18 o més anys hi havia 119,4 homes.
La renda mediana per habitatge era de 30.156 $ i la renda mediana per família de 48.194 $. Els homes tenien una renda mediana de 38.333 $ mentre que les dones 27.656 $. La renda per capita de la població era de 13.321 $. Entorn del 30,9% de les famílies i el 44,1% de la població estaven per davall del llindar de pobresa.

## Poblacions properes
El següent diagrama mostra les poblacions més properes.